# Carl Georg Oscar Drude
Carl Georg Oscar Drude (1852, Braunschweig - 1933, Dresde ) fue un botánico, profesor universitario alemán; y, cofundador de la Ecología Vegetal como disciplina.

## Biografía
Estudia a partir de 1870, Ciencias y Química en el "Collegium Carolinum" (hoy Universidad Técnica de Braunschweig) y en 1871 va a la Universidad de Gotinga. Allí será Asistente de A. Grisebach, permaneciendo hasta 1879.
En 1874 recibe finalmente su Ph.D., y oposita y gana como Asistente de herbario con Frederick G. Bartling. Allí en Gotinga fue activo conferencista botánico universitario, aunque ad honorem. En 1876 queda habilitado en Botánica. En 1879 acepta un cargo rentado en el "Politécnico de Dresden",con una cátedra en Botánica. Cuando en 1890 se crea el Politécnico como Facultad Técnica, Dresde tuvo gran influencia en la transformación hacia una Botánica más científica. El mismo año será Director del Jardín botánico de Dresde, siendo muy competente y juicioso conservador. Junto con el agrónomo Bruno Steglich, se ocupan además en una Estación de Agricultura para el cultivo de plantas.
A los 81 años, Oscar fallece el 1 de febrero de 1933 en Dresde.
Fue el hermano mayor del físico Paul Drude.

## Honores

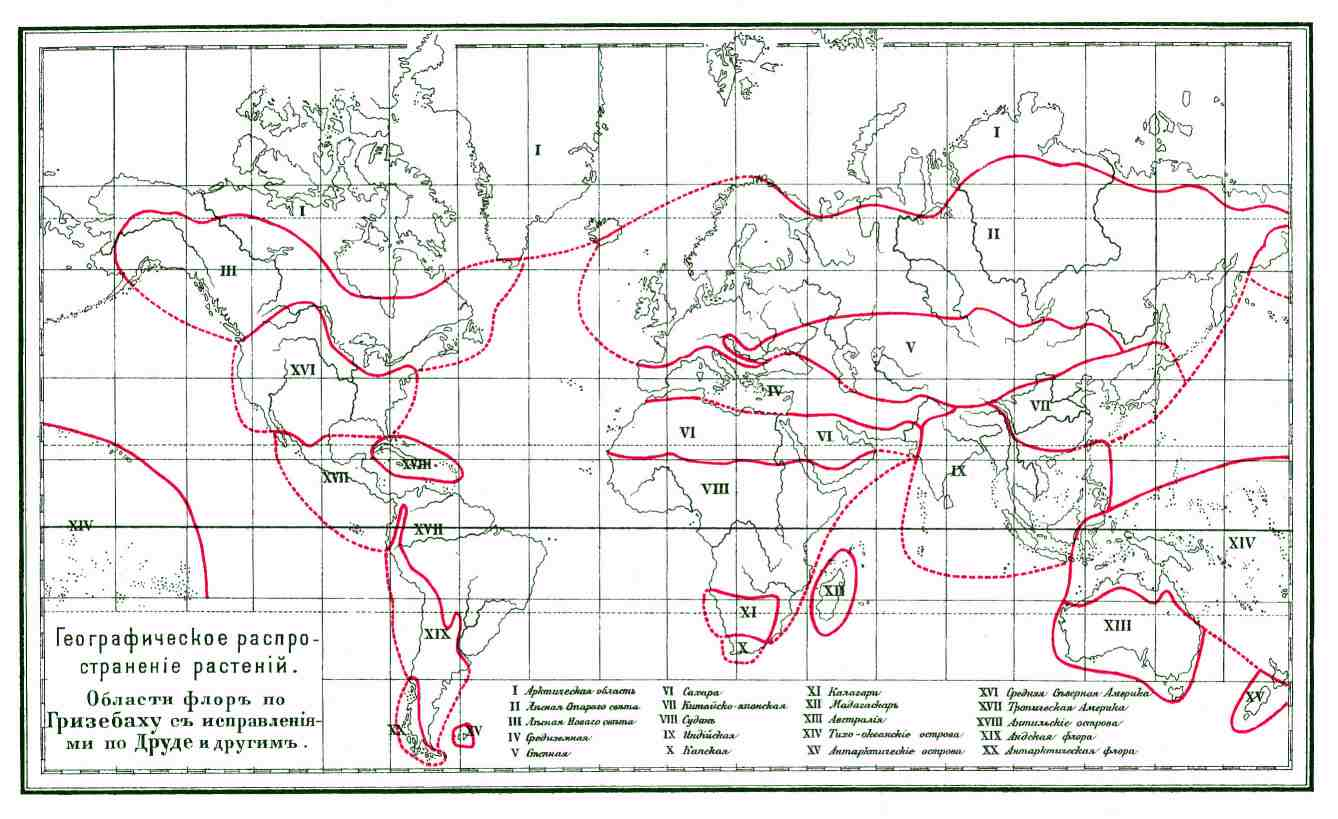
Representación de las regiones biogeográficas, por Grisebach & Drude (ca. 1875)

### Epónimos
Género
- (Caryophyllaceae) Drudea Griseb.[1]
- (Apiaceae) Drudeophytum Coult. & Rose[2]

Especies
- (Arecaceae) Catoblastus drudei O.F.Cook & Doyle[3]
- (Arecaceae) Cocos drudei Becc.[4]
- (Arecaceae) Livistona drudei F.Muell.[5]
- (Arecaceae) Ptychosperma drudei H.Wendl. ex Benth. & Hook.f.[6]
- (Cyclanthaceae) Carludovica drudei Mast.[7]
- (Geraniaceae) Monsonia drudeana Schinz[8]
- (Orchidaceae) × Orchidactyla drudei (M.Schulze) Borsos & Soó[9]
- (Saxifragaceae) Saxifraga × drudei Schmucker[10]
- La revista "Drudea" que aparece de 1961 a 1964

## Algunas publicaciones
- Die Biologie von Monotropa hypopitys L. und Neottia nidus avis L. Gotinga, 1873
- Die Anwendung physiologischer Gesetze zur Erklärung der Vegetationslinien. Gotinga: A. Breithaupt, 1876
- Ausgewählte Beispiele der Fruchtbildung bei den Palmen. Botanische Zeitung, 1877
- Cyclanthaceae, Palmae in Martii Flora Brasiliensis. Múnich, 1881–1882
- Die insektenfressenden Pflanzen, en Schenk's Handbuch der Botanik, 1881
- Die Morphologie der Phanerogamen, en Schenk's Handbuch der Botanik, 1881
- Die Florenreiche der Erde : Darstellung der gegenwärtigen Verbreitungsverhältnisse der Pflanzen ; Ein Beitrag zur vergleichenden Erdkunde. Ergänzungsheft n.º 74, Petermanns Mitteilungen, Gotha, Justus Perthes. 1884
- Atlas der Pflanzenverbreitung. Berghaus’ Physikalischer Atlas, Abteilung V, Gotha, Justus Perthes. 1887
- Handbuch der Pflanzengeographie. Bibliothek Geographischer Handbücher (ed. by F. Ratzel). Verlag J. Engelhorn, Stuttgart 1890
- Über die Prinzipien in der Unterscheidung von Vegetationsformationen, erläutert an der erlautern an der zentraleuropäischen Flora. Botanische Jahrbuch 11: 21-51. 1890
- Deutschlands Pflanzengeographie. 1896
- Die hercynische Florenbezirk. 1902
- Die kartographische darstellung mitteldeutscher vegetationsformationen: I. Weinböla. II. Zschirnsteine. III. Altenberg. Ed. Druck von Breitkopf & Härtel, Leipzig, 29 pp. 1907
- Die Ökologie der Pflanzen. 1913

- La abreviatura «Drude» se emplea para indicar a Carl Georg Oscar Drude como autoridad en la descripción y clasificación científica de los vegetales.[11]